# Sara Kadefors
Sarah Maria Kadefors (ur. 19 września 1965 w gminie Biskopsgården, Göteborg, Szwecja) – szwedzka pisarka, dziennikarka i scenarzystka. Jest córką profesora Rolanda Kadefors oraz żoną szwedzkiego reżysera Henrika Georgsson.
Sara Kadefors czas swojego dzieciństwa spędziła w Landvetter, poza Göteborg. była gospodarzem w kilku radiowych programach jak np.:  Mamma Mia, Sesja poranna, "Szkółka niedzielna", "Budzik" (1996-1998) i Fretka (emitowany w 1995 roku w szwedzkim Radiu P3). W 2000 roku zostawiła pracę w radiu i poświęciła się pracy nad pisaniem książek na pełny etat.

## Nagrody i wyróżnienia
- 2001 – Augustpriset za Sandor Slash Ida
- 2001 – BMF-Barnboksplaketten za Sandor Slash Ida
- 2001 – Slangbellan za Långlördag i city
- 2008 – Pocketpriset, złoto za Fågelbovägen 32